# Le Miroir : Aperçu historique et statistique sur la Régence d'Alger
Le Miroir : Aperçu historique et statistique sur la Régence d'Alger, est un ouvrage écrit par Hamdan Khodja sur l'occupation française de l'Algérie. Rédigé en arabe dès 1833 et aussitôt traduit et publié en français, il présente des données historiques, informations socio-économiques et un message sur la nécessité pour la France de se retirer de l'Algérie ainsi que du droit et de la capacité des Algériens à se constituer en État-nation.

## Aperçu historique
La première période de la conquête et la colonisation française de l’Algérie constituent un tournant majeur de l’histoire algérienne. Parmi les principales conséquences identifiées par les chercheurs figurent la déstructuration politique et sociale, avec la disparition progressive des structures de pouvoir locales et le démantèlement des autorités traditionnelles. Celles-ci furent remplacées par une administration militaire, puis civile, dirigée exclusivement par les autorités françaises.
Parallèlement, des expropriations massives de terres au détriment des Algériens ont permis l’installation de colons européens – principalement français, mais aussi espagnols, italiens et maltais – entraînant la création de grands domaines agricoles. L’économie locale a été réorganisée pour servir les intérêts de la métropole, au détriment des populations autochtones.
Les guerres de conquête furent marquées par une extrême violence : massacres de civils, destruction de villages, famines organisées, répressions brutales des révoltes, ainsi que des déportations. Ces événements ont nourri une résistance locale persistante, souvent elle aussi violente. En parallèle, un processus de marginalisation des Algériens s’est installé, tant sur les plans démographique que social et culturel. Le système scolaire mis en place avait pour but de franciser les élites locales, tandis que la langue arabe et les institutions religieuses musulmanes étaient reléguées au second plan.
Dans ce contexte, l’intellectuel algérien Hamdan Khodja s’est distingué comme l’un des premiers à dénoncer publiquement les abus et les violences de la colonisation. Dans son ouvrage Le Miroir : Aperçu historique et statistique sur la Régence d'Alger, il offre un témoignage lucide et engagé sur les débuts de l’occupation coloniale, apportant un éclairage précieux sur les transformations brutales que subissait alors la société algérienne.

## Vue d'ensemble
L'ouvrage se compose de deux grandes sections,,,,, :
La première section, divisée en douze chapitres, consacre ses six premiers à la description du territoire et de ses habitants, que l’auteur présente sous un jour favorable, soulignant leur attachement profond à leurs traditions ancestrales. Un détail notable émerge de cette partie : pour désigner les diverses composantes de la population — qu’il s’agisse des Algérois, Kabyles, Arabes, Turcs ou Kouloughlis — l’auteur emploie systématiquement le terme « Algériens ». Cette généralisation sémantique laisse entrevoir une conscience embryonnaire d’unité nationale. Peut-on y voir les prémices d’une pensée étatique et nationale appliquée à la Régence d'Alger, réunissant sous une même identité des communautés qui, jusque-là, coexistaient sans nécessairement partager un sentiment d’appartenance commun.
Ce questionnement est d’autant plus pertinent qu’à travers les correspondances officielles rédigées à destination de la Sublime Porte — notamment dans leurs traductions arabes — on retrouve plutôt des termes comme « ‛ahl » ou « ra‛iyya » ou encore « sujets », opposés aux « infidèles », révélant une perception plus traditionnelle et communautaire que nationale.
Les six chapitres suivants abordent l’organisation politique de la Régence d'Alger : son gouvernement, ses lois, sa structure institutionnelle. L’auteur insiste sur le caractère républicain de cet État, affirmant qu’il ne correspond en rien à l’image caricaturale d’un régime de pirates anarchiques entretenue par l’Europe. Il écrit ainsi : « Dans le cours de mon voyage en Europe, j’ai étudié les principes de la liberté européenne qui fait la base d’un gouvernement représentatif et républicain. J’ai trouvé que ces principes étaient semblables aux principes fondamentaux de notre législation, si ce n’est qu’il existe une différence imperceptible dans l’application. »
Cependant, l’auteur ne passe pas sous silence les dérives de certains deys et les erreurs ayant conduit au déclin de la Régence d'Alger et, in fine, à la conquête française.
La deuxième section de l’ouvrage traite de l’occupation française. Elle en relate les débuts, expose les modalités de l’administration coloniale ainsi que ses nombreuses erreurs stratégiques et exactions à l’encontre de la population et de ses biens. L’auteur dénonce avec force les promesses non tenues de certains généraux français, qu’il accuse d’avoir trahi leurs engagements et déshonoré leur fonction. Cette partie du Miroir, sombre et critique, vise à éveiller les consciences, à transmettre un message libéral et à mobiliser l’opinion publique en faveur de l’indépendance de l’Algérie.
Dans cette dénonciation, ce n’est plus le Turc ou le Kouloughli qui s’exprime, mais bien l’Algérien profondément enraciné dans sa terre natale. Il déclare : « chez nous nous n’étions pas hommes d’Etat, ce n’est que sur cette terre que nous avons acquis nos titres, et nos dignités… ; ce pays est donc notre patrie !. »
Cette affirmation mérite qu’on s’y attarde, tant elle interroge la manière dont l’auteur conçoit la patrie. Ce mot, en lui-même, soulève des questions fondamentales sur les notions de peuple, de communauté et de nation.
Ainsi, lorsque Hamdan Khodja parle de patrie, il désigne clairement l’Algérie comme terre d’enracinement et d’accomplissement. Et lorsqu’il évoque le peuple, il entend par là l’ensemble des communautés de la Régence d'Alger — un peuple de tribus, certes diverses, mais unies par leur attachement à une même terre. C’est dans cette vision inclusive que se dessine en filigrane l’idée d’une nation algérienne en devenir.

## Importance historique
L'ouvrage est un document pionnier de la critique anticoloniale. Il marque l’émergence d’une parole algérienne instruite et argumentée face à la domination coloniale,,, :
- Un témoignage critique : Hamdan Khodja y critique les abus, les pillages et les violences commis par l’armée française après la prise d’Alger en 1830. Il dénonce les expropriations, les violations des promesses faites aux habitants, les atteintes aux lieux religieux et aux personnes.

« La conquête de la Régence fut signalée par des actes de pillage, d’extorsion et de violences qui ne sauraient être justifiés par le droit des gens. »

- Une tentative de dialogue : Hamdan Khodja s’adresse aux autorités françaises en tant qu’intermédiaire éclairé, pour réclamer la justice, le respect du droit musulman et des garanties pour les Algériens. Il ne rejette pas en bloc la présence française, mais souhaite une occupation respectueuse, guidée par le droit et la civilisation.

- Une critique des contradictions françaises : Hamdan Khodja souligne le paradoxe entre les principes de la Révolution française (liberté, égalité, fraternité) et la brutalité de l’action coloniale. Il dénonce le racisme et l’arbitraire colonial.

Parmi les objectifs de l'ouvrage :
1. Plaider la cause de la population algérienne auprès du gouvernement et de l’opinion publique française.
2. Dénoncer les excès de l’armée.
3. Offrir une vision de la Régence d’Alger qui dépasse les préjugés orientalistes et colonialistes.

## Extraits commentés de l’ouvrage
L'analyse de quelques extraits démontrent que l'ouvrage n’est pas simplement un récit de circonstance, mais une œuvre profondément politique. Hamdan Khodja y développe une vision cohérente de la nation, de la souveraineté et du droit, en s’adressant à la fois à ses compatriotes et à l’opinion publique européenne. En cela, ses écrits annoncent les combats anticoloniaux du XXe siècle et constituent une voix fondatrice dans la pensée politique algérienne moderne,, :
- Sur les violences de la conquête : Hamdan Khodja dénonce les violations des engagements pris par les autorités françaises lors de la reddition du dey d'Alger en juillet 1830. Il insiste sur l’hypocrisie coloniale : la France se présentait comme civilisatrice, mais ses soldats ont agi comme des envahisseurs brutaux.

« Les Français se sont emparés d’Alger sans égard aux conventions du droit public. Après avoir promis le respect des biens, des personnes et de la religion, ils se sont livrés au pillage, à l’irrespect et à la destruction. »

- Sur le mépris des autorités coloniales : Cette remarque anticipe les pratiques discriminatoires du système colonial. Hamdan Khodja dénonce la logique de domination raciale et culturelle, qui écarte les Algériens des postes de responsabilité et les prive de leurs droits.

« On traite les indigènes comme des êtres inférieurs, incapables de comprendre ou de participer à l’administration de leur pays. »

- Sur l’idée de civilisation : Hamdan Khodja reprend ici les valeurs universelles de justice, tout en critiquant leur instrumentalisation. Il affirme que la vraie civilisation repose sur le respect mutuel, et non sur la conquête ou la spoliation.

« La civilisation ne consiste pas à opprimer des peuples paisibles, mais à leur faire connaître les bienfaits de la justice et de la raison. »

- Sur l’avenir de l’Algérie : Cet extrait montre que Hamdan n’est pas un opposant radical à la présence française, mais il pose des conditions morales et politiques. Il anticipe les tensions futures si la colonisation reste fondée sur la violence et l’humiliation.

« Si la France veut établir une domination durable en Afrique, elle doit respecter la religion des habitants, leur honneur, leurs biens et leur culture. »